# Victor Jara (voilier)
Le Victor Jara est une goélette, à coque de bois, construite en 1917 à Skive au Danemark.
Il est basé au Musée portuaire de Lübeck.

## Histoire
Ce schooner  est un ancien haikutter (de)  (bateau de pêche danois typique) à Skive en 1917. Il est resté en service jusqu'aux années 1960. Il comportait un vivier pour transporter le poisson vivant.
Aujourd'hui, le Victor Jara est utilisé à titre privé comme voilier-charter à vocation sportive, culturelle et sociale. Il a été restauré et il porte le nom de Victor Jara en l'honneur de ce musicien chilien.
Il propose des sorties à la journée pour 8 à 20 personnes  et il est agencé pour des croisières de 8 à 11 passagers.